# Оберхаузен-Рајнхаузен
Оберхаузен-Рајнхаузен (њем. Oberhausen-Rheinhausen) општина је у њемачкој савезној држави Баден-Виртемберг. Једно је од 32 општинска средишта округа Карлсруе. Према процјени из 2010. у општини је живјело 9.552 становника. Посједује регионалну шифру (AGS) 8215107.

## Географски и демографски подаци
Оберхаузен-Рајнхаузен се налази у савезној држави Баден-Виртемберг у округу Карлсруе. Општина се налази на надморској висини од 99 метара. Површина општине износи 19,0 km². У самом мјесту је, према процјени из 2010. године, живјело 9.552 становника. Просјечна густина становништва износи 504 становника/km².

## Међународна сарадња
| Мјесто      | Држава               | Врста сарадње | Од    |
| ----------- | -------------------- | ------------- | ----- |
| Помаз       | Мађарска             | партнерство   | 1991. |
| Гвент       | Уједињено Краљевство | партнерство   | 1989. |
| Рангерсдорф | Аустрија             | пријатељство  | 1988. |
| Извор       |                      |               |       |